# Taraxacum abundans
Taraxacum abundans, trajnica, vrsta maslačka, prema Kew-u, autohtona je jedino u Finskoj. Vrstu je opisao 1964. Artturi Nikodemus Railonsala.